# Laureus World Sports Awards/Sportiva anului
Premiul Laureus World Sports pentru Sportiva Anului este un premiu anual care onorează realizările individuale ale femeilor din lumea sportului. A fost acordat pentru prima dată în 2000 ca unul dintre cele șapte premii constitutive prezentate în timpul premiilor Laureus World Sports. Șase sportive sunt nominalizate pentru premiu de către un juriu format din „editori, scriitori și radiodifuzori de sport de top din lume”. Academia Mondială de Sport Laureus selectează apoi câștigătorul căruia i se oferă o statuetă Laureus, creată de Cartier, la o ceremonie anuală de decernare a premiilor organizată în diferite locuri din lume. Premiile sunt considerate foarte prestigioase și sunt adesea denumite echivalentul sportiv al „Oscarurilor”.

## Câștigători și nominalizări
| 2000 | Marion Jones (USA) (retras)            | Atletism     |
|      | Lindsay Davenport (SUA)                | Tenis        |
|      | Gabriela Szabo (România)               | Atletism     |
| 2001 | Cathy Freeman (Australia)              | Atletism     |
|      | Inge de Bruijn (Olanda)                | Înot         |
|      | Marion Jones (SUA) (retras)            | Atletism     |
|      | Karrie Webb (Australia)                | Golf         |
|      | Venus Williams (SUA)                   | Tenis        |
| 2002 | Jennifer Capriati (SUA)                | Tenis        |
|      | Inge de Bruijn (Olanda)                | Înot         |
|      | Stacy Dragila (SUA)                    | Atletism     |
|      | Annika Sörenstam (Suedia)              | Golf         |
|      | Venus Williams (SUA)                   | Tenis        |
| 2003 | Serena Williams (SUA)                  | Tenis        |
|      | Marion Jones (SUA) (retras)            | Atletism     |
|      | Janica Kostelić (Croația)              | Schi alpin   |
|      | Paula Radcliffe (Marea Britanie)       | Atletism     |
|      | Annika Sörenstam (Suedia)              | Golf         |
| 2004 | Annika Sörenstam (Suedia)              | Golf         |
|      | Inge de Bruijn (Olanda)                | Înot         |
|      | Justine Henin-Hardenne (Belgia)        | Tenis        |
|      | Maria de Lurdes Mutola (Mozambic)      | Atletism     |
|      | Paula Radcliffe (Marea Britanie)       | Atletism     |
|      | Serena Williams (SUA)                  | Tenis        |
| 2005 | Kelly Holmes (Marea Britanie)          | Atletism     |
|      | Elena Isinbaeva (Rusia)                | Atletism     |
|      | Carolina Klüft (Suedia)                | Atletism     |
|      | Maria Șarapova (Rusia)                 | Tenis        |
|      | Annika Sörenstam (Suedia)              | Golf         |
|      | Leontien Zijlaard-Van Moorsel (Olanda) | Ciclism      |
| 2006 | Janica Kostelić (Croația)              | Schi alpin   |
|      | Kim Clijsters (Belgia)                 | Tenis        |
|      | Tirunesh Dibaba (Etiopia)              | Atletism     |
|      | Elena Isinbaeva (Rusia)                | Atletism     |
|      | Carolina Klüft (Suedia)                | Atletism     |
|      | Paula Radcliffe (Anglia)               | Atletism     |
|      | Annika Sörenstam (Suedia)              | Golf         |
| 2007 | Elena Isinbaeva (Rusia)                | Atletism     |
|      | Justine Henin (Belgia)                 | Tenis        |
|      | Carolina Klüft (Suedia)                | Atletism     |
|      | Laure Manaudou (Franța)                | Înot         |
|      | Amélie Mauresmo (Franța)               | Tenis        |
|      | Maria Șarapova (Rusia)                 | Tenis        |
| 2008 | Justine Henin (Belgia)                 | Tenis        |
|      | Elena Isinbaeva (Rusia)                | Atletism     |
|      | Carolina Klüft (Suedia)                | Atletism     |
|      | Libby Lenton (Australia)               | Înot         |
|      | Marta (Brazilia)                       | Fotbal       |
|      | Lorena Ochoa (Mexic)                   | Golf         |
| 2009 | Elena Isinbaeva (Rusia)                | Atletism     |
|      | Tirunesh Dibaba (Etiopia)              | Atletism     |
|      | Lorena Ochoa (Mexic)                   | Golf         |
|      | Stephanie Rice (Australia)             | Înot         |
|      | Lindsey Vonn (SUA)                     | Schi alpin   |
|      | Venus Williams (SUA)                   | Tenis        |
| 2010 | Serena Williams (SUA)                  | Tenis        |
|      | Shelly-Ann Fraser (Jamaica)            | Atletism     |
|      | Federica Pellegrini (Italia)           | Înot         |
|      | Sanya Richards (SUA)                   | Atletism     |
|      | Britta Steffen (Germania)              | Înot         |
|      | Lindsey Vonn (SUA)                     | Schi alpin   |
| 2011 | Lindsey Vonn (SUA)                     | Schi alpin   |
|      | Kim Clijsters (Belgia)                 | Tenis        |
|      | Jessica Ennis (Marea Britanie)         | Atletism     |
|      | Blanka Vlašić (Croația)                | Atletism     |
|      | Serena Williams (SUA)                  | Tenis        |
|      | Caroline Wozniacki (Danemarca)         | Tenis        |
| 2012 | Vivian Cheruiyot (Kenya)               | Atletism     |
|      | Carmelita Jeter (SUA)                  | Atletism     |
|      | Maria Höfl-Riesch (Germania)           | Schi alpin   |
|      | Homare Sawa (Japonia)                  | Fotbal       |
|      | Petra Kvitová (Cehia)                  | Tenis        |
|      | Yani Tseng (Taiwan)                    | Golf         |
| 2013 | Jessica Ennis (Marea Britanie)         | Atletism     |
|      | Allyson Felix (SUA)                    | Atletism     |
|      | Lindsey Vonn (SUA)                     | Schi alpin   |
|      | Missy Franklin (SUA)                   | Înot         |
|      | Serena Williams (SUA)                  | Tenis        |
|      | Shelly-Ann Fraser-Pryce (Jamaica)      | Atletism     |
| 2014 | Missy Franklin (SUA)                   | Înot         |
|      | Serena Williams (SUA)                  | Tenis        |
|      | Shelly-Ann Fraser-Pryce (Jamaica)      | Atletism     |
|      | Elena Isinbaeva (Rusia)                | Atletism     |
|      | Tina Maze (Slovenia)                   | Schi alpin   |
|      | Nadine Angerer (Germania)              | Fotbal       |
| 2015 | Genzebe Dibaba (Etiopia)               | Atletism     |
|      | Valerie Adams (Noua Zeelandă)          | Atletism     |
|      | Li Na (China)                          | Tenis        |
|      | Tina Maze (Slovenia)                   | Schi alpin   |
|      | Serena Williams (SUA)                  | Tenis        |
|      | Marit Bjørgen (Norvegia)               | Schi fond    |
| 2016 | Serena Williams (SUA)                  | Tenis        |
|      | Genzebe Dibaba (Etiopia)               | Atletism     |
|      | Anna Fenninger (Austria)               | Schi alpin   |
|      | Shelly-Ann Fraser-Pryce (Jamaica)      | Atletism     |
|      | Katie Ledecky (SUA)                    | Înot         |
|      | Carli Lloyd (SUA)                      | Fotbal       |
| 2017 | Simone Biles (SUA)                     | Gimnastică   |
|      | Allyson Felix (SUA)                    | Atletism     |
|      | Laura Kenny (Marea Britanie)           | Ciclism      |
|      | Angelique Kerber (Germania)            | Tenis        |
|      | Katie Ledecky (SUA)                    | Înot         |
|      | Elaine Thompson (Jamaica)              | Atletism     |
| 2018 | Serena Williams (SUA)                  | Tenis        |
|      | Allyson Felix (SUA)                    | Atletism     |
|      | Katie Ledecky (SUA)                    | Înot         |
|      | Garbiñe Muguruza (Spania)              | Tenis        |
|      | Caster Semenya (Africa de Sud)         | Atletism     |
|      | Mikaela Shiffrin (SUA)                 | Schi alpin   |
| 2019 | Simone Biles (SUA)                     | Gimnastică   |
|      | Simona Halep (România)                 | Tenis        |
|      | Angelique Kerber (Germania)            | Tenis        |
|      | Ester Ledecká (Cehia)                  | Snowboarding |
|      | Daniela Ryf (Elveția)                  | Triatlon     |
|      | Mikaela Shiffrin (SUA)                 | Schi alpin   |
| 2020 | Simone Biles (SUA)                     | Gimnastică   |
|      | Allyson Felix (SUA)                    | Atletism     |
|      | Megan Rapinoe (SUA)                    | Fotbal       |
|      | Mikaela Shiffrin (SUA)                 | Schi alpin   |
|      | Naomi Osaka (Japonia)                  | Tenis        |
|      | Shelly-Ann Fraser-Pryce (Jamaica)      | Atletism     |
| 2021 | Naomi Osaka (Japonia)                  | Tenis        |
|      | Anna van der Breggen (Olanda)          | Ciclism      |
|      | Federica Brignone (Italia)             | Schi alpin   |
|      | Brigid Kosgei (Kenya)                  | Atletism     |
|      | Wendie Renard (Franța)                 | Fotbal       |
|      | Breanna Stewart (SUA)                  | Baschet      |
| 2022 | Elaine Thompson-Herah (Jamaica)        | Atletism     |
|      | Ashleigh Barty (Australia)             | Tenis        |
|      | Allyson Felix (SUA)                    | Atletism     |
|      | Katie Ledecky (SUA)                    | Înot         |
|      | Emma McKeon (Australia)                | Înot         |
|      | Alexia Putellas (Spania)               | Fotbal       |
| 2023 | Shelly-Ann Fraser-Pryce (Jamaica)      | Atletism     |
|      | Katie Ledecky (SUA)                    | Înot         |
|      | Sydney McLaughlin-Levrone (SUA)        | Atletism     |
|      | Alexia Putellas (Spania)               | Fotbal       |
|      | Mikaela Shiffrin (SUA)                 | Schi alpin   |
|      | Iga Świątek (Polonia)                  | Tenis        |
| 2024 | Aitana Bonmatí (Spania)                | Fotbal       |
|      | Shericka Jackson (Jamaica)             | Atletism     |
|      | Faith Kipyegon (Kenia)                 | Atletism     |
|      | Sha'Carri Richardson (SUA)             | Atletism     |
|      | Mikaela Shiffrin (SUA)                 | Schi alpin   |
|      | Iga Świątek (Polonia)                  | Tenis        |
| 2025 | Simone Biles (SUA)                     | Gimnastică   |
|      | Aitana Bonmatí (Spania)                | Fotbal       |
|      | Sifan Hassan (Olanda)                  | Atletism     |
|      | Faith Kipyegon (Kenia)                 | Atletism     |
|      | Sydney McLaughlin-Levrone (SUA)        | Atletism     |
|      | Arina Sabalenka (Belarus)              | Tenis        |

## Statistici
Statisticile sunt valabile după nominalizările din 2025.
| Nume                      | Victorii | Nominalizări |
| ------------------------- | -------- | ------------ |
| Serena Williams           | 4        | 5            |
| Simone Biles              | 4        | 0            |
| Shelly-Ann Fraser-Pryce   | 2        | 6            |
| Elena Isinbaeva           | 2        | 4            |
| Annika Sörenstam          | 1        | 4            |
| Lindsey Vonn              | 1        | 3            |
| Justine Henin             | 1        | 2            |
| Janica Kostelić           | 1        | 1            |
| Jessica Ennis             | 1        | 1            |
| Genzebe Dibaba            | 1        | 1            |
| Naomi Osaka               | 1        | 1            |
| Missy Franklin            | 1        | 1            |
| Elaine Thompson-Herah     | 1        | 1            |
| Aitana Bonmatí            | 1        | 1            |
| Cathy Freeman             | 1        | 0            |
| Jennifer Capriati         | 1        | 0            |
| Kelly Holmes              | 1        | 0            |
| Vivian Cheruiyot          | 1        | 0            |
| Allyson Felix             | 0        | 5            |
| Katie Ledecky             | 0        | 5            |
| Mikaela Shiffrin          | 0        | 5            |
| Carolina Klüft            | 0        | 4            |
| Venus Williams            | 0        | 3            |
| Inge de Bruijn            | 0        | 3            |
| Paula Radcliffe           | 0        | 3            |
| Maria Șarapova            | 0        | 2            |
| Kim Clijsters             | 0        | 2            |
| Tirunesh Dibaba           | 0        | 2            |
| Lorena Ochoa              | 0        | 2            |
| Tina Maze                 | 0        | 2            |
| Angelique Kerber          | 0        | 2            |
| Alexia Putellas           | 0        | 2            |
| Iga Świątek               | 0        | 2            |
| Faith Kipyegon            | 0        | 2            |
| Sydney McLaughlin-Levrone | 0        | 2            |